# Osîkovîi Kopeț, Korostîșiv
Osîkovîi Kopeț (în ucraineană Осиковий Копець) este un sat în comuna Șahvorostivka din raionul Korostîșiv, regiunea Jîtomîr, Ucraina.

## Demografie
Componența lingvistică a localității Osîkovîi Kopeț
     Ucraineană (99,57%)
     Alte limbi (0,43%)
Conform recensământului din 2001, majoritatea populației localității Osîkovîi Kopeț era vorbitoare de ucraineană (99,57%), existând în minoritate și vorbitori de alte limbi.